# Soulbender
Soulbender — американская группа, образованная в Сиэтле, штат Вашингтон, в 2001 году.

## История
Группа Soulbender изначально возникла как сольный проект гитариста Майкла Уилтона вместе с двумя давними друзьями: гитаристом Дэйвом Грувсом и барабанщиком Уэсом Халламом. Через общего друга, продюсера и инженера Эрика Янко, Майкл познакомился с вокалистом Ником Поллоком. Soulbender сыграли свой первый концерт в Сиэтле в июне 2002 года. Они также выступали с Лейн Стэйли позднее в августе.
В 2008 и 2009 годах Уилтон говорил, что он в шести песнях от завершения работы над вторым альбомом группы. К этому времени, он сказал, что Тим Оуэнс взял на себя вокальные обязанности. Однако, и в 2012 этот альбом ещё не был выпущен.

## Участники
Последний состав
- Майкл Уилтон - гитара (2001-2009)
- Дэйв Грувс - гитара (2001-2009)
- Чак Миллер - бас-гитара (2005-2009)
- Рэй Хартман - ударные (2007-2009)
- Тим Оуэнс - вокал (2008-2009)

Бывшие участники
- Ник Поллок - вокал (2001-2007)
- Уэс Халлам - ударные (2001-2007)
- Мартин ван Кит - бас-гитара (2003-2005)
- Трэвис Брачт - вокал (2007-2008)
- Ван Вильямс (Van Williams) - ударные (2007)

## Дискография
Студийные альбомы
| Год  | Название                                       |
| ---- | ---------------------------------------------- |
| 2004 | Soulbender - 22 мая 2004 - Лейбл: Licking Lava |

Другие композиции
| Год  | Композиция              | Лейбл           |
| ---- | ----------------------- | --------------- |
| 2007 | "Loaded"                | Rat Pak Records |
| 2008 | "Three Towers"          | Rat Pak Records |
| 2009 | "Clockwork and Compass" | Rat Pak Records |